# والتر اندروز (دوچرخه‌سوار)
والتر اندروز (انگلیسی: Walter Andrews; ۸ فوریهٔ ۱۸۸۱ – مارس ۱۹۵۴) دوچرخه‌سوار اهل کانادا بود.
وی در مسابقات کشوری و بین‌المللی در مجموع برندهٔ ۱ مدال برنز شده‌است.